# خزانة

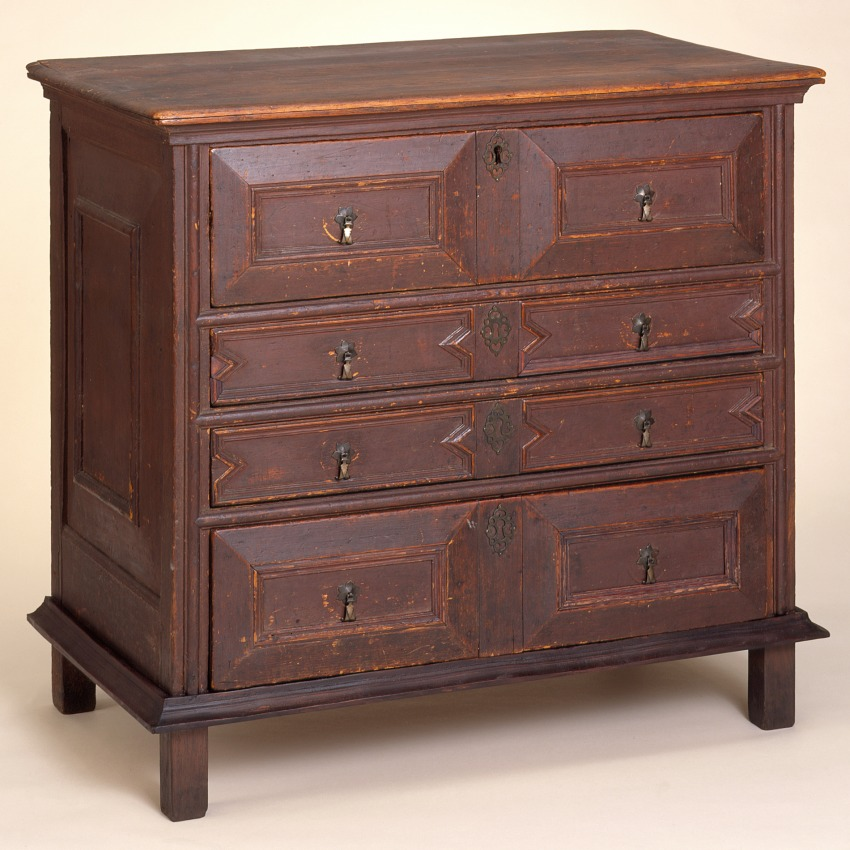
خزانة.

الخزانة (الجمع: خِزَانَات، خَزَائِن) هي قطعة أثاث منزلية على شكل مربع تحتوي على أدراج مُختلفة لتخزين وحفظ المواد المتنوعة. وعادةً ما تكون الخزانة مصنوعة من الخشب. وتُسمى الخزانة التي تحتفظ باللباس خزانة الملابس، وهناك نوع منها لأغراض الكتابة وحفظ الأوراق المكتبية وكانت تستخدم في المكتبات قديمًا.